# Vòng loại Giải vô địch bóng đá châu Âu 2024 (Bảng I)
Bảng I của Vòng loại giải vô địch bóng đá châu Âu 2024 là một trong 10 bảng để quyết định đội sẽ vượt qua vòng loại cho vòng chung kết Giải vô địch bóng đá châu Âu 2024 diễn ra tại Đức. Bảng I bao gồm 6 đội: Andorra, Belarus, Israel, Kosovo, România và Thụy Sĩ. Các đội tuyển sẽ thi đấu với nhau mỗi trận khác trên sân nhà và sân khách với thể thức đấu vòng tròn.
Hai đội tuyển đứng nhất và nhì bảng sẽ vượt qua vòng loại trực tiếp cho trận chung kết. Các đội tham gia vòng play-off sẽ được quyết định dựa trên thành tích của họ trong UEFA Nations League 2022–23.

## Bảng xếp hạng
| VT | Đội     | ST | T | H | B | BT | BB | HS  | Đ  | Giành quyền tham dự                                                  |     | România | Thụy Sĩ | Israel | Belarus | Kosovo | Andorra |
| -- | ------- | -- | - | - | - | -- | -- | --- | -- | -------------------------------------------------------------------- | --- | ------- | ------- | ------ | ------- | ------ | ------- |
| 1  | România | 10 | 6 | 4 | 0 | 16 | 5  | +11 | 22 | Giành quyền tham dự vòng chung kết                                   |     | —       | 1–0     | 1–1    | 2–1     | 2–0    | 4–0     |
| 2  | Thụy Sĩ | 10 | 4 | 5 | 1 | 22 | 11 | +11 | 17 | Giành quyền tham dự vòng chung kết                                   |     | 2–2     | —       | 3–0    | 3–3     | 1–1    | 3–0     |
| 3  | Israel  | 10 | 4 | 3 | 3 | 11 | 11 | 0   | 15 | Giành quyền vào vòng play-off, dựa vào thành tích của Nations League |     | 1–2     | 1–1     | —      | 1–0     | 1–1    | 2–1     |
| 4  | Belarus | 10 | 3 | 3 | 4 | 9  | 14 | −5  | 12 |                                                                      |     | 0–0     | 0–5     | 1–2    | —       | 2–1    | 1–0     |
| 5  | Kosovo  | 10 | 2 | 5 | 3 | 10 | 10 | 0   | 11 |                                                                      | 0–0 | 2–2     | 1–0     | 0–1    | —       | 1–1    |         |
| 6  | Andorra | 10 | 0 | 2 | 8 | 3  | 20 | −17 | 2  |                                                                      | 0–2 | 1–2     | 0–2     | 0–0    | 0–3     | —      |         |

## Các trận đấu
Lịch thi đấu đã được xác nhận bởi UEFA vào ngày 10 tháng 10 năm 2022, sau lễ bốc thăm một ngày. Thời gian là CET/CEST, như được liệt kê bởi UEFA (giờ địa phương, nếu khác nhau, nằm trong dấu ngoặc đơn).
| Belarus | 0–5      | Thụy Sĩ                                          |
| ------- | -------- | ------------------------------------------------ |
|         | Chi tiết | - Steffen 4', 17', 29' - Xhaka 62' - Amdouni 65' |

| Israel       | 1–1      | Kosovo            |
| ------------ | -------- | ----------------- |
| - Peretz 56' | Chi tiết | - Dasa 36' (l.n.) |

| Andorra | 0–2      | România                |
| ------- | -------- | ---------------------- |
|         | Chi tiết | - Man 35' - Alibec 49' |

| Kosovo         | 1–1      | Andorra     |
| -------------- | -------- | ----------- |
| - Zhegrova 59' | Chi tiết | - Rosas 61' |

| România                   | 2–1      | Belarus       |
| ------------------------- | -------- | ------------- |
| - Stanciu 17' - Burcă 19' | Chi tiết | - Morozov 86' |

| Thụy Sĩ                                 | 3–0      | Israel |
| --------------------------------------- | -------- | ------ |
| - Vargas 39' - Amdouni 47' - Widmer 52' | Chi tiết |        |

| Andorra      | 1–2      | Thụy Sĩ                    |
| ------------ | -------- | -------------------------- |
| - Vieira 67' | Chi tiết | - Freuler 7' - Amdouni 32' |

| Belarus     | 1–2      | Israel                                |
| ----------- | -------- | ------------------------------------- |
| - Ebong 16' | Chi tiết | - Weissman 85' (ph.đ.) - Gloukh 90+2' |

| Kosovo | 0–0      | România |
| ------ | -------- | ------- |
|        | Chi tiết |         |

| Belarus                   | 2–1      | Kosovo               |
| ------------------------- | -------- | -------------------- |
| - Morozov 73' - Ebong 75' | Chi tiết | - Muriqi 87' (ph.đ.) |

| Israel                     | 2–1      | Andorra     |
| -------------------------- | -------- | ----------- |
| - Shlomo 42' - Solomon 61' | Chi tiết | - Rosas 52' |

| Thụy Sĩ            | 2–2      | România              |
| ------------------ | -------- | -------------------- |
| - Amdouni 28', 41' | Chi tiết | - Mihăilă 89', 90+2' |

| Andorra | 0–0      | Belarus |
| ------- | -------- | ------- |
|         | Chi tiết |         |

| Kosovo              | 2–2      | Thụy Sĩ                                 |
| ------------------- | -------- | --------------------------------------- |
| - Muriqi 65', 90+4' | Chi tiết | - Freuler 14' - Am. Rrahmani 79' (l.n.) |

| România      | 1–1      | Israel       |
| ------------ | -------- | ------------ |
| - Alibec 27' | Chi tiết | - Gloukh 53' |

| Israel              | 1–0      | Belarus |
| ------------------- | -------- | ------- |
| - Kanichowsky 90+3' | Chi tiết |         |

| România                       | 2–0      | Kosovo |
| ----------------------------- | -------- | ------ |
| - Stanciu 83' - Mihăilă 90+3' | Chi tiết |        |

| Thụy Sĩ                                         | 3–0      | Andorra |
| ----------------------------------------------- | -------- | ------- |
| - Itten 49' - Xhaka 84' - Shaqiri 90+3' (ph.đ.) | Chi tiết |         |

| Andorra | 0–3      | Kosovo                          |
| ------- | -------- | ------------------------------- |
|         | Chi tiết | - Rashica 26', 71' - Zeqiri 83' |

| Belarus | 0–0      | România |
| ------- | -------- | ------- |
|         | Chi tiết |         |

| Thụy Sĩ                                  | 3–3      | Belarus                                     |
| ---------------------------------------- | -------- | ------------------------------------------- |
| - Shaqiri 28' - Akanji 89' - Amdouni 90' | Chi tiết | - Ebong 61' - Polyakov 69' - Antilevsky 84' |

| România                                                  | 4–0      | Andorra |
| -------------------------------------------------------- | -------- | ------- |
| - Stanciu 23' - Hagi 28' - Marin 44' (ph.đ.) - Coman 50' | Chi tiết |         |

| Kosovo        | 1–0      | Israel |
| ------------- | -------- | ------ |
| - Rashica 41' | Chi tiết |        |

| Israel         | 1–1      | Thụy Sĩ      |
| -------------- | -------- | ------------ |
| - Weissman 88' | Chi tiết | - Vargas 36' |

| Belarus      | 1–0      | Andorra |
| ------------ | -------- | ------- |
| - Laptev 83' | Chi tiết |         |

| Israel      | 1–2      | România                 |
| ----------- | -------- | ----------------------- |
| - Zahavi 2' | Chi tiết | - Pușcaș 10' - Hagi 63' |

| Thụy Sĩ      | 1–1      | Kosovo       |
| ------------ | -------- | ------------ |
| - Vargas 47' | Chi tiết | - Hyseni 82' |

| Andorra | 0–2      | Israel                          |
| ------- | -------- | ------------------------------- |
|         | Chi tiết | - Cervós 29' (l.n.) - Kinda 81' |

| Kosovo | 0–1      | Belarus          |
| ------ | -------- | ---------------- |
|        | Chi tiết | - Antilevsky 43' |

| România      | 1–0      | Thụy Sĩ |
| ------------ | -------- | ------- |
| - Alibec 50' | Chi tiết |         |

## Cầu thủ ghi bàn
Đã có 71 bàn thắng ghi được trong 30 trận đấu, trung bình 2.37 bàn thắng mỗi trận đấu.
6 bàn
- Zeki Amdouni

3 bàn
- Max Ebong
- Vedat Muriqi
- Milot Rashica
- Denis Alibec
- Valentin Mihăilă
- Nicolae Stanciu
- Renato Steffen
- Ruben Vargas

2 bàn
- Albert Rosas
- Dmitry Antilevsky
- Vladislav Morozov
- Oscar Gloukh
- Shon Weissman
- Ianis Hagi
- Remo Freuler
- Xherdan Shaqiri
- Granit Xhaka

1 bàn
- Márcio Vieira
- Denis Laptev
- Denis Polyakov
- Gabi Kanichowsky
- Gadi Kinda
- Dor Peretz
- Raz Shlomo
- Manor Solomon
- Eran Zahavi
- Muhamet Hyseni
- Altin Zeqiri
- Edon Zhegrova
- Andrei Burcă
- Florinel Coman
- Dennis Man
- Răzvan Marin
- George Pușcaș
- Manuel Akanji
- Cedric Itten
- Silvan Widmer

1 bàn phản lưới nhà
- Joan Cervós (trong trận gặp Israel)
- Eli Dasa (trong trận gặp Kosovo)
- Amir Rrahmani (trong trận gặp Thụy Sĩ)

## Kỷ luật
Một cầu thủ sẽ bị đình chỉ tự động trong trận đấu tiếp theo cho các hành vi phạm lỗi sau đây:
- Nhận thẻ đỏ (thời gian treo giò có thể kéo dài nếu phạm lỗi nghiêm trọng)
- Nhận ba thẻ vàng trong ba trận đấu khác nhau, cũng như sau thẻ vàng thứ năm và bất kỳ thẻ vàng tiếp theo nào (việc treo thẻ vàng được chuyển tiếp đến vòng play-off, nhưng không phải là trận chung kết hoặc bất kỳ trận đấu quốc tế nào khác trong tương lai)

Các đình chỉ sau đây sẽ được thực hiện xuyên suốt các trận đấu vòng loại:
| Đội tuyển | Cầu thủ             | Vi phạm                                                                                                | Đình chỉ                          |
| --------- | ------------------- | --- | --------------------------------- |
| Andorra   | Marc Rebés          | vs România (25 tháng 3 năm 2023)                                                                       | vs Kosovo (28 tháng 3 năm 2023)   |
| Andorra   | Moisés San Nicolás  | vs România (15 tháng 10 năm 2023)                                                                      | vs Belarus (18 tháng 11 năm 2023) |
| Belarus   | Max Ebong           | vs Thụy Sĩ (25 tháng 3 năm 2023) · vs România (28 tháng 3 năm 2023) · vs Andorra (9 tháng 9 năm 2023)  | vs Israel (12 tháng 9 năm 2023)   |
| Belarus   | Sergey Politevich   | vs Israel (16 tháng 6 năm 2023) · vs Andorra (9 tháng 9 năm 2023) · vs Thụy Sĩ (15 tháng 10 năm 2023)  | vs Andorra (18 tháng 11 năm 2023) |
| Israel    | Roy Revivo          | vs Kosovo (12 tháng 11 năm 2023)                                                                       | vs Thụy Sĩ (15 tháng 11 năm 2023) |
| Kosovo    | Vedat Muriqi        | vs România (12 tháng 9 năm 2023)                                                                       | vs Andorra (12 tháng 10 năm 2023) |
| Kosovo    | Mërgim Vojvoda      | vs Thụy Sĩ (9 tháng 9 năm 2023) · vs România (12 tháng 9 năm 2023) · vs Andorra (12 tháng 10 năm 2023) | vs Thụy Sĩ (18 tháng 11 năm 2023) |
| România   | George Pușcaș       | vs Kosovo (16 tháng 6 năm 2023) · vs Israel (9 tháng 9 năm 2023) · vs Kosovo (12 tháng 9 năm 2023)     | vs Belarus (12 tháng 10 năm 2023) |
| România   | Valentin Mihăilă    | vs Israel (18 tháng 11 năm 2023)                                                                       | vs Thụy Sĩ (21 tháng 11 năm 2023) |
| Thụy Sĩ   | Edimilson Fernandes | vs Israel (15 tháng 11 năm 2023)                                                                       | vs Kosovo (18 tháng 11 năm 2023)  |